# Congonhas (Cornélio Procópio)
Congonhas é um distrito do município brasileiro de Cornélio Procópio, no estado do Paraná.